# Glaciar Davidson
El glaciar Davidson es un gran glaciar de valle próximo a Borough de Haines, en el estado de Alaska, cuyo nacimiento se encuentra en los montes Chilkat.
Su nombre nativo era Ssitkaje, sin embargo, debe su nombre actual al geógrafo y geodesta George Davidson, con cuyo apellido fue nombrado en 1867 por el Superintendente del U. S. Coast and Geodetic Survey (USC&GS).

## Galería de imágenes

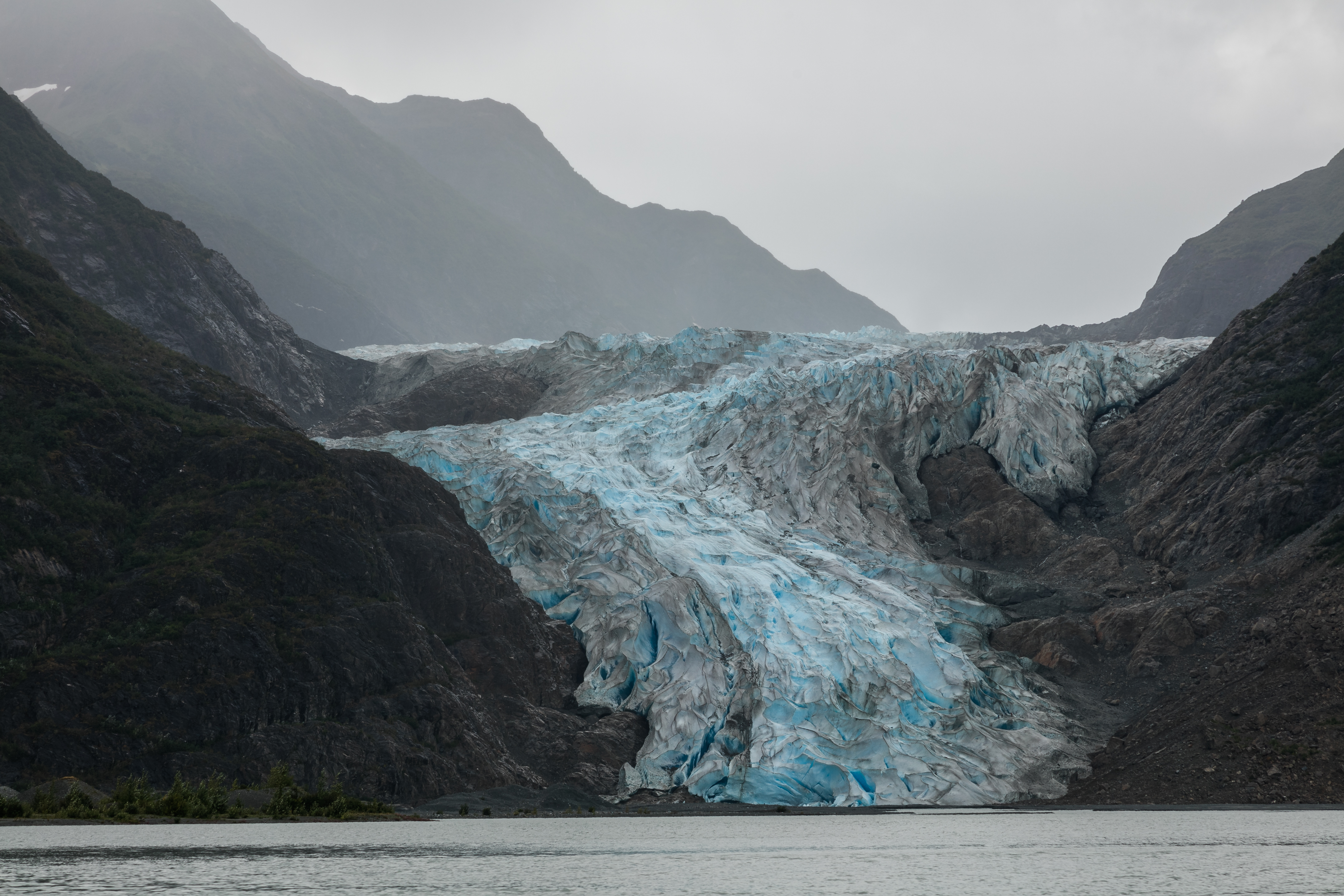
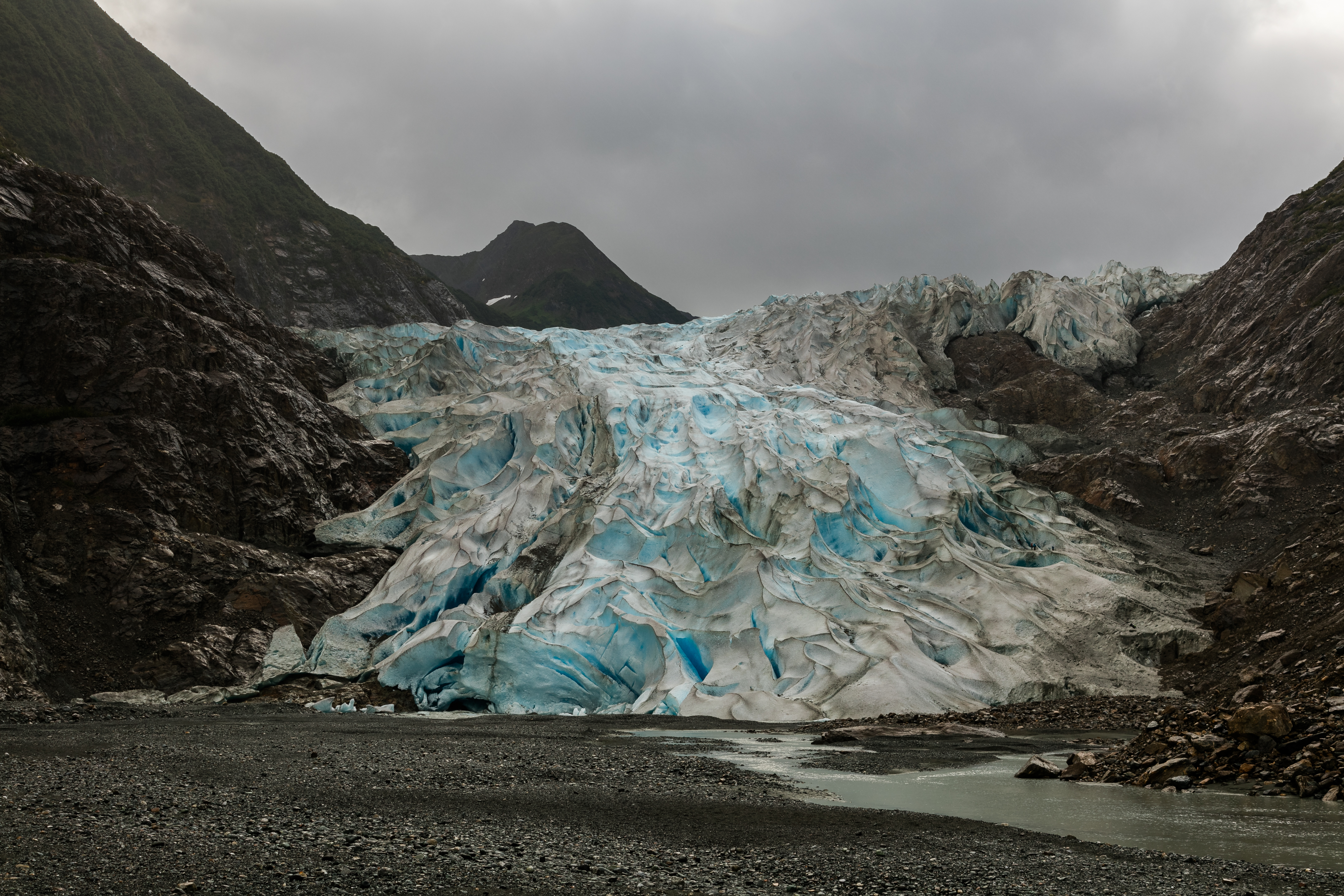
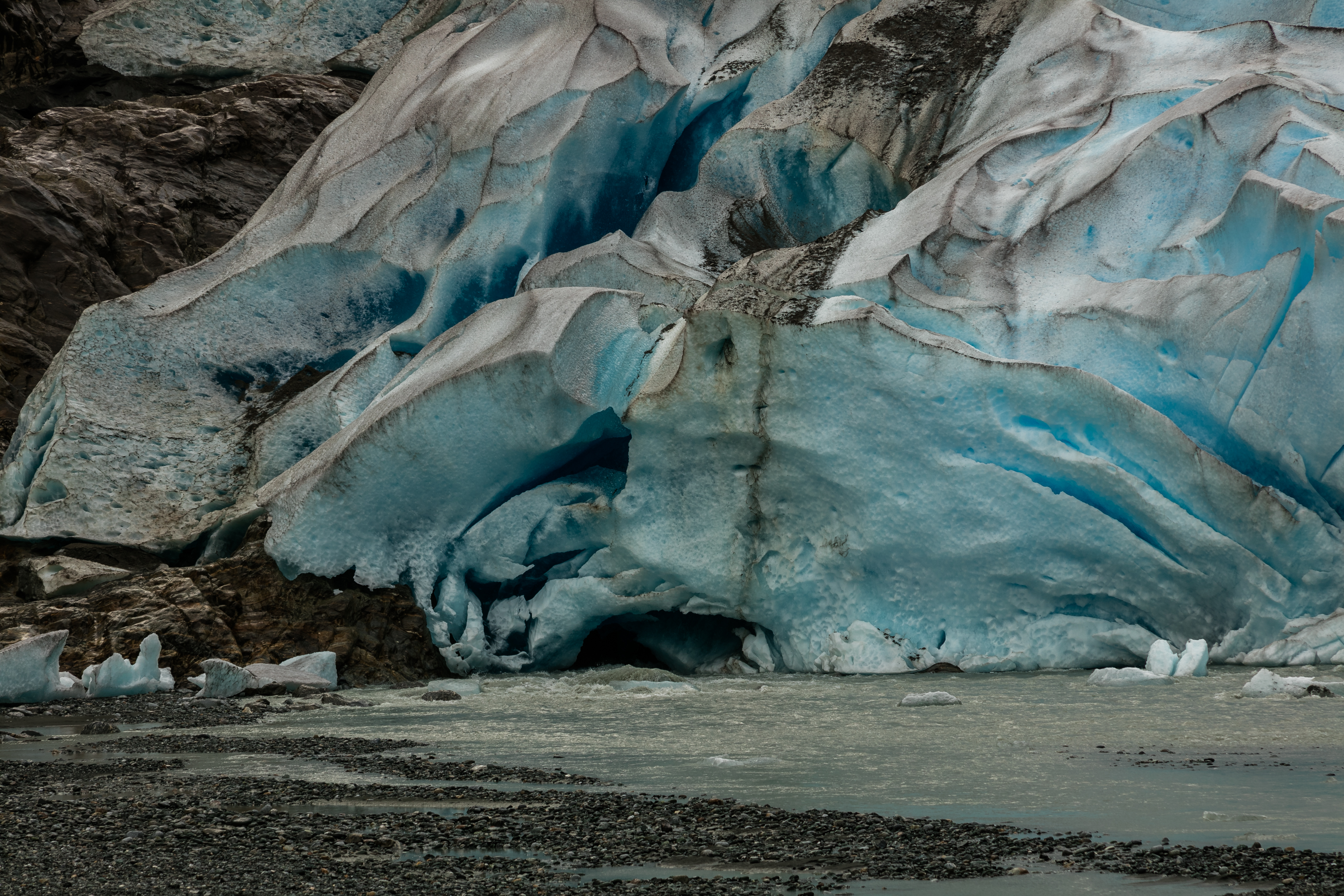
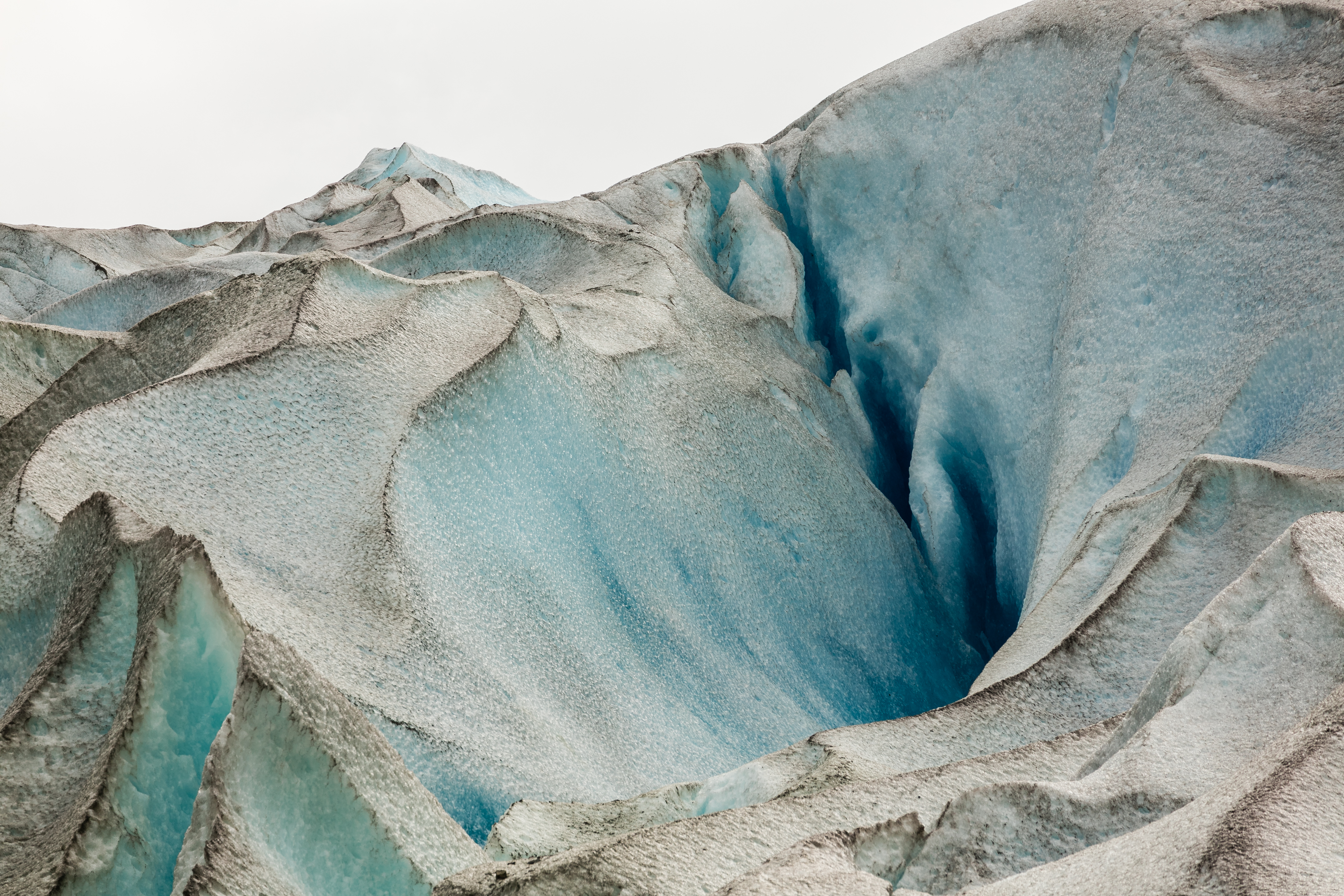
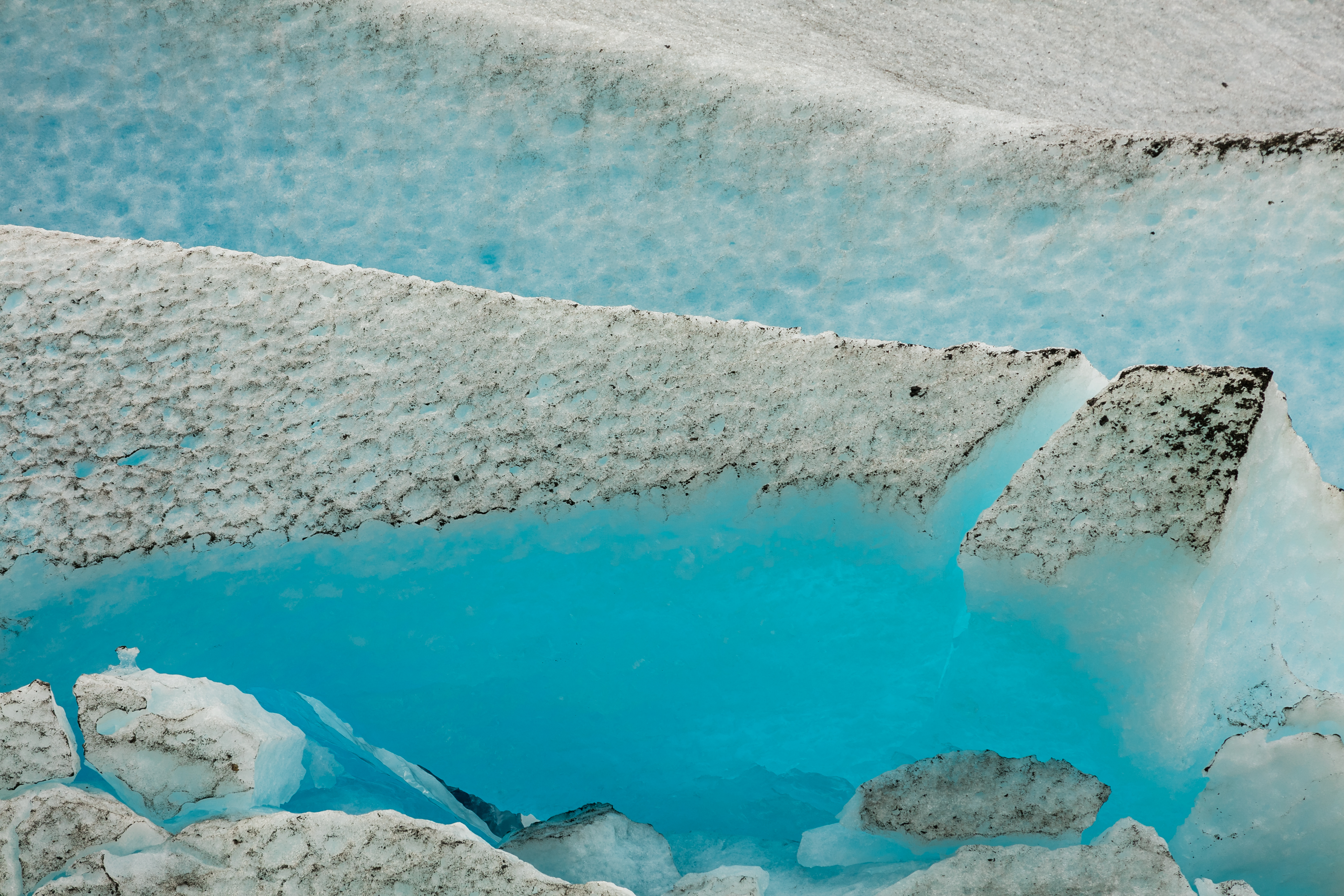
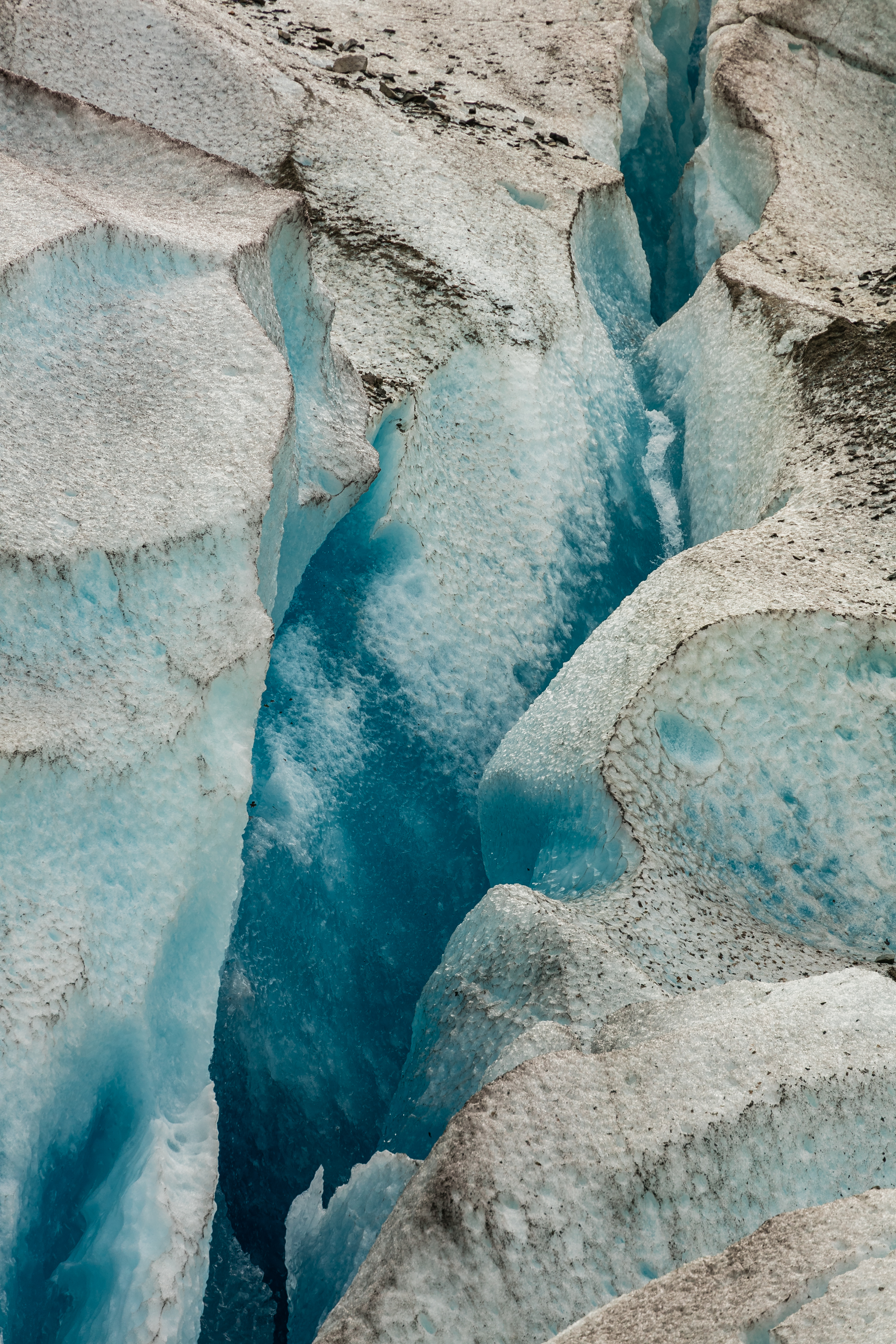